# Standoff 2
Standoff 2 — умовно-безплатний мобільний багатокористувацький онлайн-шутер від першої особи, розроблений і опублікований російською компанією Axlebolt у 2017 році для Android, в 2018 році для iOS⁣, для HarmonyOS (Huawei) — у 2021 році.

## Ігровий процес
Standoff 2 — класичний шутер від першої особи з 8 режимами гри та арсеналом сучасної зброї. Кожна зброя має різний набір характеристик, які обмежують тактичні можливості гравця: пробиття броні, віддача, швидкість стрільби, ціна, винагорода за вбивство, боєприпаси.
На початку гри доступні п'ять режимів гри: навчання, закладка бомб, командний бій, перегони озброєнь і аркада. Коли гравець досягає п'ятнадцятого рівня, стає доступним режим "союзники" та змагальний режим.
На відміну від більшості мобільних шутерів, Standoff 2 не має автоматичної допомоги при стрільбі та наведенні, але так само, він пропонує гнучку конфігурацію керування: можливість переміщення, зміна видимості та розміру більшості елементів інтерфейсу. У грі за реальні гроші продаються лише декоративні елементи, які не впливають на ігровий процес.

## Ігрові режими

### Знешкодження
10 гравців у двох командах по п’ять осіб (Контр-Терористи (КТ) і Терористи (ТР)) грають на одній із семи доступних для цього режиму карт. Мета команди Терористів — закласти бомбу в одній із двох зон закладення та захищати її до вибуху. Контр-Терористи повинні боротися з Терористами та знешкодити бомбу до її вибуху. Гравці з’являються у спеціально відведених для їхньої команди точках на протилежних сторонах карти. Залежно від кількості вбивств, здійснених гравцем за раунд, гравець отримує гроші, які може використати для покупки нової зброї, доступної для його команди. Зброя має обмежений боєзапас і може закінчитися. Після смерті в грі гравці не можуть відродитися до початку наступного раунду. Гра може тривати до 15 раундів без можливості нічиєї. Команда, яка першою виграє 8 раундів, перемагає в матчі.

### Командний бій
До 10 гравців у двох командах грають на одній із восьми доступних для цього режиму карт. Гравці миттєво відроджуються після смерті. Мета обох команд — отримати більше загальних вбивств, ніж інша команда, за 5 хвилин. Гравці мають необмежений боєзапас і можуть вибирати будь-яку зброю, доступну для їхньої команди. Гравці з’являються у спеціально відведених для їхньої команди точках на протилежних сторонах карти.

### Гонка озброєнь
Дві команди змагаються одна проти одної, але лише один гравець із команди може перемогти. Замість вибору зброї існує система рівнів, яка надає гравцеві різну зброю залежно від його рівня в матчі. Щоб підвищити рівень, гравець має зробити два вбивства поточною зброєю, не вмираючи. Альтернативно, гравець може використовувати ніж, який доступний постійно, щоб миттєво підвищити рівень. Якщо гравець досягає 20-го рівня, матч завершується, і цей гравець стає переможцем. Карти такі ж, як у "Командному бою".

#### Система MMR
У перших 10 матчах у режимах "Змагальний", "Союзники" та "Дуель" гравець не має рангу. Після цього гравцеві присвоюється початковий ранг. Після кожної гри в цих трьох рейтингових режимах гравець отримує або втрачає очки залежно від деяких заздалегідь визначених факторів.

## Критика
Рецензенти неодноразово порівнювали Standoff 2 з Counter-Strike: Global Offensive і називали його мобільним клоном. Сушант Рохан Сінгх з PCQuest назвав гру найкращою з усіх адаптацій Counter Strike для мобільних пристроїв, а особливо похвалив хорошу частоту кадрів, приємний ігровий процес, скіни та потужний захист від читів і хакерів. Однак Сушанту не сподобалася оптимізація, оскільки, він виявив, що на деяких телефонах з нею виникають проблеми.
1 серпня 2024 року портал Stream Hatchet опублікував статистику переглядів мобільних ігор на відеострімінгових сервісах. Згідно з даними сайту за перше півріччя 2024 року, Standoff 2 переглядали протягом 10,7 мільйона годин. Гра посіла останню позицію в топ-10 дисциплін, поступившись Mobile Legends: Bang Bang, PUBG Mobile, Garena Free Fire та іншим.